# Wereldkampioenschappen openwaterzwemmen 2003
Openwaterzwemmen was een van de vijf sporten die deel uitmaakte van de Wereldkampioenschappen zwemsporten 2003, de andere sporten waren Zwemmen, Schoonspringen, Synchroonzwemmen en Waterpolo. De wedstrijden vonden plaats van 13 tot en met 19 juli 2003 in Barcelona, Spanje.

## Medaillespiegel
| Plaats | Land      | Goud | Zilver | Brons | Totaal |
| 1      | Rusland   | 3    | 0      | 1     | 4      |
| 2      | Italië    | 2    | 0      | 0     | 2      |
| 3      | Nederland | 1    | 0      | 1     | 2      |
| 4      | Duitsland | 0    | 4      | 2     | 6      |
| 5      | Spanje    | 0    | 1      | 1     | 2      |
| 6      | Tsjechië  | 0    | 1      | 0     | 1      |
| 7      | Bulgarije | 0    | 0      | 1     | 1      |
| Totaal | Totaal    | 6    | 6      | 6     | 18     |

## Podia

### Mannen
| Afstand:     | Goud:                     | Tijd    | Zilver:                  | Tijd    | Brons:                    | Tijd    |
| 5 kilometer  | Jevgeni Kosjkarov Rusland | 53.11   | Christian Hein Duitsland | 53.13   | Vladimir Dyatchin Rusland | 53.14   |
| 10 kilometer | Vladimir Dyatchin Rusland | 1:50.58 | Christian Hein Duitsland | 1:51.06 | David Meca Spanje         | 1:51.08 |
| 25 kilometer | Joeri Koedinov Rusland    | 5:02.20 | David Meca Spanje        | 5:02.20 | Petar Stoychev Bulgarije  | 5:02.20 |

### Vrouwen
| Afstand:     | Goud:                    | Tijd    | Zilver:                 | Tijd    | Brons:                   | Tijd    |
| 5 kilometer  | Viola Valli Italië       | 57.01   | Jana Pechanova Tsjechië | 57.03   | Britta Kamrau Duitsland  | 57.06   |
| 10 kilometer | Viola Valli Italië       | 1:59.49 | Angela Maurer Duitsland | 1:59.51 | Edith van Dijk Nederland | 1:59.53 |
| 25 kilometer | Edith van Dijk Nederland | 5:35.43 | Britta Kamrau Duitsland | 5:35.46 | Angela Maurer Duitsland  | 5:35.46 |